# Wakasu
Wakasu (若洲?) o Isla Wakasu, es una isla artificial situada en Kōtō (Tokio), Japón.
Wakasu, forma parte de la ciudad de Tokio. Con excepción de la zona de acampe, Wakasu se construyó sobre una base de basura, una forma común de recuperación de tierras en Japón, ganadas al mar.
Aproximadamente la mitad de la isla es una zona industrial, mientras que la otra mitad contiene un campo de golf de 18 hoyos y un lugar de acampe popular o camping, estas dos actividades atraen a mucha gente de Tokio, quienes encuentran en este lugar una zona de descanso, esparcimiento y de actividades al aire libre, entre ella una senda para practicar ciclismo de 4,5 kilómetros de recorrido.